# Routier (Aude)
 Routier  es una comuna y población de Francia, en la región de Languedoc-Rosellón, departamento de Aude, en el distrito de Limoux y cantón de Alaigne.
Su población en el censo de 1999 era de 225 habitantes.
Está integrada en la Communauté de communes du Razès Malepère .